# Public secret
|  | Denne artikel er oprettet af botten PalnaBot ud fra en ekstern database. Den kan derfor have sproglige fejl eller mangler. Denne skabelon kan fjernes efter kontrol af indholdet. |

Public secret er en eksperimentalfilm fra 1995 instrueret af Ane Mette Ruge, Jacob F. Schokking efter manuskript af Jacob F. Schokking, Ane Mette Ruge.

## Handling
»Public Secret« er et videooratorium med dokumentarisk udgangspunkt. To mænd, Norman og Carl, fortæller og synger erindringer fra deres liv på improviserede melodier. Nærbilleder viser deres åbne og intense ansigter, mens de med uskolede stemmer synger deres morsomme, rørende og nogle gange smertefulde fortællinger til kameraet. Private hemmeligheder bliver offentlige i refleksioner over almentmenneskelige temaer som forfængelighed, kærlighed og død. Ud over de to mænds stemmer består lydsiden af et firestemmigt kor og elektronisk akkompagnement.